# Nanette Schutte
Pour les articles homonymes, voir Schütte.
Nanette Schutte (née le 6 avril 1962) est une joueuse de tennis néerlandaise, professionnelle dans les années 1980.
En 1980, elle a joué le 2e tour à Roland-Garros (battue par Bettina Bunge) et les huitièmes de finale de l'US Open en double avec Marcella Mesker. Elle a remporté un tournoi WTA en double dames pendant sa carrière.
Installée dans le sud de la France depuis les années 1990, elle enseigne actuellement le tennis à l'Académie de Tennis Mouratoglou.

## Palmarès

### Titre en simple dames
Aucun

### Finale en simple dames
Aucune

### Titre en double dames
| No | Date       | Nom et lieu du tournoi | Catégorie | Dotation | Surface    | Partenaire             | Finalistes                     | Score    |          |
| -- | ---------- | ---------------------- | --------- | -------- | ---------- | ---------------------- | ------------------------------ | -------- | -------- |
| 1  | 12/10/1981 | Borden Classic Kyoto   |           | 50 000 $ | Dur (ext.) | Marianne van der Torre | Elizabeth Sayers Kim Steinmetz | 6-2, 6-4 | Parcours |

### Finale en double dames
Aucune

## Parcours en Grand Chelem

### En simple dames
| Année | Open d'Australie (janvier) | Open d'Australie (janvier) | Internationaux de France | Internationaux de France | Wimbledon | Wimbledon | US Open        | US Open        | Open d'Australie (décembre) | Open d'Australie (décembre) |
| 1980  | n/a                        | n/a                        | 2e tour (1/16)           | Bettina Bunge            | -         | -         | 2e tour (1/32) | Susan Mascarin | 2e tour (1/16)              | Sylvia Hanika               |
| 1981  | n/a                        | n/a                        | 2e tour (1/32)           | Virginia Ruzici          | -         | -         | -              | -              | -                           | -                           |

À droite du résultat, l’ultime adversaire.

### En double dames
| Année | Open d'Australie (janvier) | Open d'Australie (janvier) | Internationaux de France      | Internationaux de France  | Wimbledon                  | Wimbledon                | US Open                    | US Open                   | Open d'Australie (décembre) | Open d'Australie (décembre) |
| 1980  | n/a                        | n/a                        | -                             | -                         | -                          | -                        | 3e tour (1/8) M. Mesker    | C. Reynolds Paula Smith   | 1er tour (1/16) Karin Moos  | Sophie Amiach C. Tanvier    |
| 1981  | n/a                        | n/a                        | -                             | -                         | 2e tour (1/16) J. Goodling | M. L. Piatek Wendy White | 1er tour (1/32) Karin Moos | Kate Gompert Vicki Nelson | -                           | -                           |
| 1986  | n/a                        | n/a                        | 1er tour (1/32) Van der Torre | S. Cecchini Sabrina Goleš | -                          | -                        | -                          | -                         | n/a                         | n/a                         |
| 1987  | -                          | -                          | 1er tour (1/32) T. Holladay   | A. Betzner C. Singer      | -                          | -                        | -                          | -                         | n/a                         | n/a                         |

Sous le résultat, la partenaire ; à droite, l’ultime équipe adverse.

## Parcours en Coupe de la Fédération
| #                                                            | Date       | Lieu   | Surface    | Gagnante(s)                   | Perdante(s)                     | Score     |          |
|                                                              |            |        |            |                               |                                 |           |          |
| 1985 - 1er tour (groupe mondial) - Pays-Bas - Suisse - 1 : 2 |            |        |            |                               |                                 |           |          |
| 1                                                            | 08/10/1985 | Nagoya | Dur (ext.) | Lilian Drescher               | Nanette Schutte                 | 6-2, 7-64 | Parcours |
| 1                                                            | 08/10/1985 | Nagoya | Dur (ext.) | Lilian Drescher C. Jolissaint | Marcella Mesker Nanette Schutte | 6-3, 6-2  | Parcours |

## Classements WTA

### Classements en simple en fin de saison
| Année | 1986 | 1987 | 1988 |
| Rang  | 197  | 355  | 682  |

Source : (en) « Classements de Nanette Schutte », sur le site officiel du WTA Tour

### Classements en double en fin de saison
| Année | 1986 | 1987 |
| Rang  | 154  | 307  |

Source : (en) « Classements de Nanette Schutte », sur le site officiel du WTA Tour